# Liste der Wiener Parks und Gartenanlagen/Währing
Diese Liste umfasst jene Parks und Gartenanlagen, die sich im 18. Wiener Gemeindebezirk Währing befinden und einen Namen tragen:
| Name                        | Bild | Standort                           | Jahr der Errichtung | Benannt nach | Fläche in m² | Bauten                                                                     | Kunstobjekte | Naturdenkmäler                                                              | Anmerkungen                                                                   |
| --------------------------- | ---- | ---------------------------------- | ------------------- | --- | ------------ | -------------------------------------------------------------------------- | --- | --------------------------------------------------------------------------- | ----------------------------------------------------------------------------- |
| Albert-Dub-Park             |      | Bischof-Faber-Platz Koordinaten    | 1991 (Benennung)    | Albert Dub (1841–1908), Grundbesitzer, stiftete den Grund für Kirche und Park                                      | 6.260        | Pfarrkirche Gersthof (Jordan, 1891)                                        | |                                                                             | Kirche unter Schutz                                                           |
| Anton-Baumann-Park          |      | Währinger Gürtel Koordinaten       | 1932 (Benennung)    | Anton Baumann | 3.010        | Ehemaliger Wasserturm der Kaiser-Ferdinands-Wasserleitung (Sprenger, 1841) | |                                                                             | Wasserturm unter Schutz                                                       |
| Ebner-Eschenbach-Park       |      | Schopenhauerstraße Koordinaten     | 1930 (Benennung)    | Marie von Ebner-Eschenbach                                                                                         | 4.690        |                                                                            | | 333 (Schwarzkiefer)                                                         |                                                                               |
| Gerda-Lerner-Park           |      | Hockegasse Koordinaten             | 2017 (Benennung)    | Gerda Lerner | 1.250        |                                                                            | |                                                                             |                                                                               |
| Hans-Bock-Park              |      | Josef-Redl-Gasse Koordinaten       | 2005 (Benennung)    | Hans Bock | 9.690        |                                                                            | |                                                                             | Größtenteils im 17. Bezirk gelegen, die Bezirksgrenze verläuft durch den Park |
| Josef-Kainz-Park            |      | Josef-Kainz-Platz Koordinaten      | 1931 (Benennung)    | Josef Kainz | 4.810        |                                                                            | Kainz-Denkmal (Járay, 1911) |                                                                             |                                                                               |
| Leopold-Rosenmayr-Park      |      | Möhnergasse Koordinaten            | 1991 (Benennung)    | Leopold Rosenmayr (1900–1981), Bezirksrat, erwarb sich Verdienste um den Wiederaufbau der Johannes-Nepomuk-Kapelle | 3.920        |                                                                            | |                                                                             |                                                                               |
| Norbert-Liebermann-Park     |      | Aumannplatz Koordinaten            | 1991 (Benennung)    | Norbert Liebermann                                                                                                 | 2.780        |                                                                            | Gedenkstein für Liebermann (1991) |                                                                             |                                                                               |
| Pötzleinsdorfer Schlosspark |      | Pötzleinsdorfer Straße Koordinaten | 1797                | Schloss Pötzleinsdorf                                                                                              | 353.710      | Das namensgebende Schloss, ein Lusthaus im Stil eines antiken Tempels      | Gedenkstein in Form einer Urne für Johann Baptist Alxinger, Venusfigur, Reliefierte Sitzbank, vier Attikafiguren des ehemaligen Ringtheaters, Natursteinplastik „Junge Menschen“ (Uray, 1962) | 62 (mehrere alte oder seltene Baumgruppen)                                  |                                                                               |
| Sternwartepark              |      | Sternwartestraße Koordinaten       | 1883                | Universitätssternwarte Wien                                                                                        | 58.890       | die namensgebende Sternwarte                                               | | 713 (gesamtes Areal)                                                        | Sternwarte unter Schutz                                                       |
| Türkenschanzpark            |      | Hasenauerstraße Koordinaten        | 1888                | der Türkenschanze                                                                                                  | 151.130      | Paulinenwarte, Öffentliche WC-Anlage (1902)                                | Yunus-Emre-Brunnen (1991), Kriegerdenkmal des Turnerbundes (Philipp, 1932), Brunnendenkmal für Vincenz Prießnitz (1911), Denkmäler für Theodor Leschetitzky (Hegele, 1911), Adalbert Stifter (Philipp, 1919), Auguste Fickert (Seifert, 1929), Adolf von Guttenberg (Hujer, 1933), Franz Marschner (Harsch, 1933), Emmerich Kálmán (1976), Hansi Schmid (Wienerliedersänger, 1987), Leon Askin (Wilfan, 2007), Arthur Schnitzler (Peschke), Denkmal für die Kosaken beim Entsatzheer 1683 (2003) |                                                                             | Bauten unter Schutz                                                           |
| Vilma-Degischer-Park        |      | Staudgasse Koordinaten             | 1993 (Benennung)    | Vilma Degischer | 1.190        |                                                                            | Brunnen mit zwei Figuren |                                                                             |                                                                               |
| Währinger Park              |      | Gymnasiumstraße Koordinaten        | 1923                | Währing | 50.480       | Kinderfreibad                                                              | Gräberhain des ehemaligen Friedhofes, Gedenkstein für die 1848 hingerichteten Robert Blum, Hermann Jellinek, Alfred Julius Becher und Wenzel Messenhauser | 458 (Stieleiche, am Parkrand, bereits in Döbling gelegen), 801 (Stieleiche) | Auf dem Areal des ehemaligen Allgemeinen Währinger Friedhofes                 |
| Währinger Schubertpark      |      | Währinger Straße Koordinaten       | 1925                | Franz Schubert | 13.420       |                                                                            | Gräberhain des ehemaligen Friedhofes, darin eine Kreuzigungsgruppe und ein Schmiedeeisenkreuz (ca. 1720), abseits davon die ehemaligen Grabmale von Beethoven und Schubert, Büste für Heinz Sandauer |                                                                             | Auf dem Areal des ehemaligen Währinger Ortsfriedhofes, Relikte unter Schutz   |